# Marina di Andrano
Marina di Andrano (detta Feronzo) è la località costiera del Comune di Andrano facente parte della Provincia di Lecce.
Dall'ottobre 2006, la zona della costa non urbanizzata rientra nel Parco Costa Otranto - Santa Maria di Leuca e Bosco di Tricase, istituito dalla Regione Puglia allo scopo di salvaguardare la costa orientale del Salento, ricca di beni architettonici e di specie floreali e faunistiche.

## Caratteristiche e luoghi di interesse
La Marina di Andrano, estesa per circa 3 km di costa (prevalentemente scogliera) sul versante adriatico della penisola salentina, comprende la zona denominata "Torre" e la zona denominata "Botte". 
Le due zone sono collegate dal "Lungomare delle Agavi", un percorso a ridosso del mare, progettato nei primi anni ‘80 e inaugurato nel giugno del 2001 e così chiamato per le numerose piante di agavi presenti lungo tutto il suo percorso.
La zona Torre presenta due punti di balneazione particolarmente attrattivi: la spiaggia della "Grotta Verde" (cavità marina che riflettendo la luce del sole nel mare, le dona un colore smeraldo, da cui il nome) e la spiaggia nota come "Fiume" (così chiamato per la presenza di sorgenti di acqua dolce e in passato utilizzato come porticciolo per il riparo di piccole imbarcazioni).
La zona Botte, invece, comprende la spiaggia omonima della "Botte" oltre al caratteristico porticciolo, cavato tra la roccia per dare riparo a piccole imbarcazioni da pesca e da diporto.
Durante la stagione estiva, le spiagge della Marina di Andrano sono frequentate dagli abitanti di Andrano e dei paesi limitrofi, ma soprattutto da turisti italiani e stranieri delle vicine località turistiche di Castro, Santa Cesarea Terme e Tricase Porto, per via della facilità d’accesso. Infatti, da qualche anno è anche un punto di riferimento per diversamente abili, con un lido nella zona Botte realizzato appositamente per la loro accoglienza.
Di notevole importanza paesaggistica è il "Belvedere Madonna del Lattarico", da cui è possibile godere di un ampio panorama della costa, e dove è possibile visitare una cripta bizantina e una chiesa a forma di chiglia di nave, oltre a numerose paiare.

## Torre Porto di Ripa
Nella località è presente una torre di avvistamento del XV secolo denominata Torre Porto di Ripa o semplicemente Torre Di Andrano. Di essa ne resta solo quella parte che un tempo ne era la cisterna. Comunicava visivamente con Torre Capo Lupo a nord e con Torre del Sasso a sud.

## Galleria d'immagini

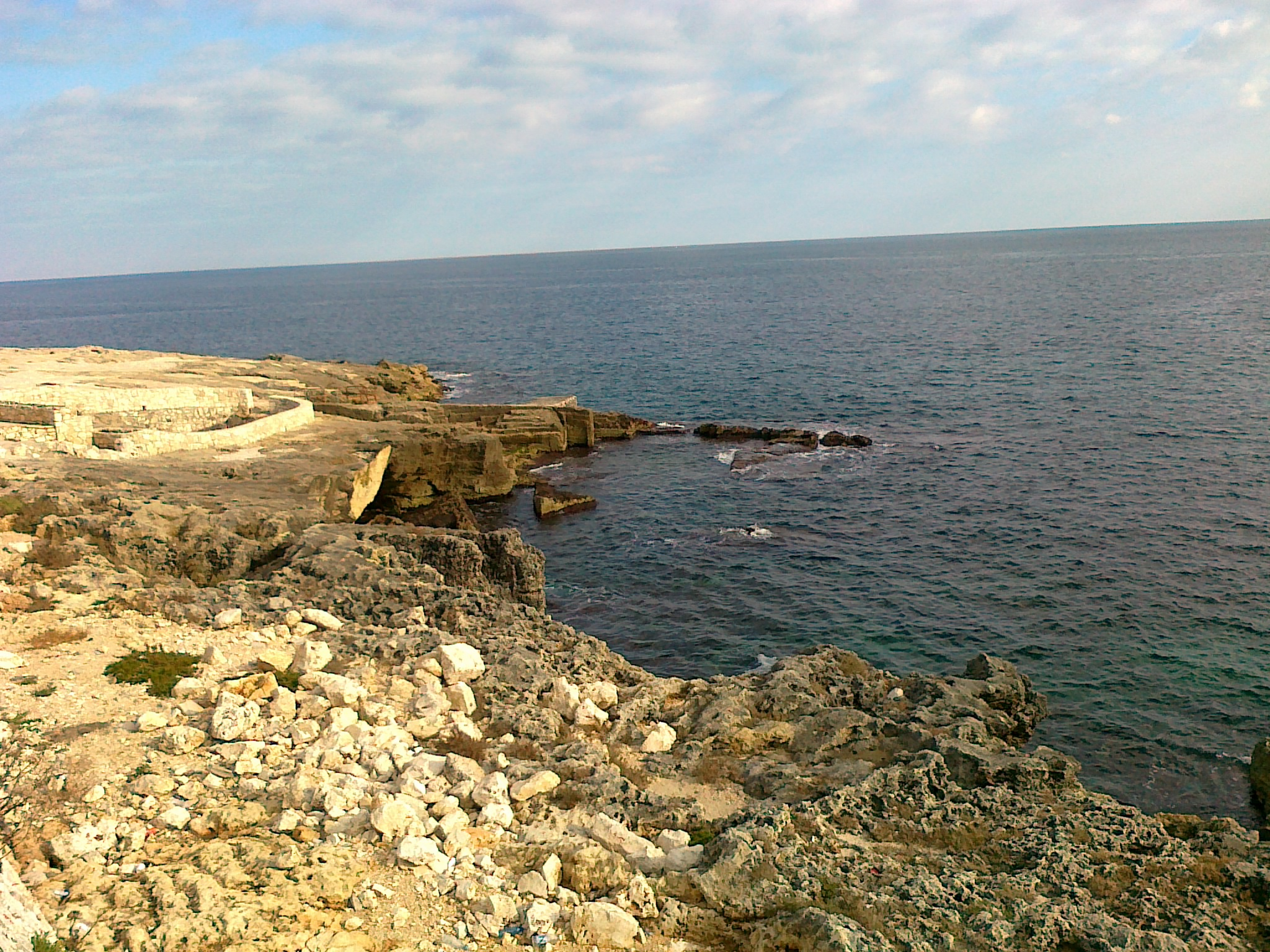
Zona Botte
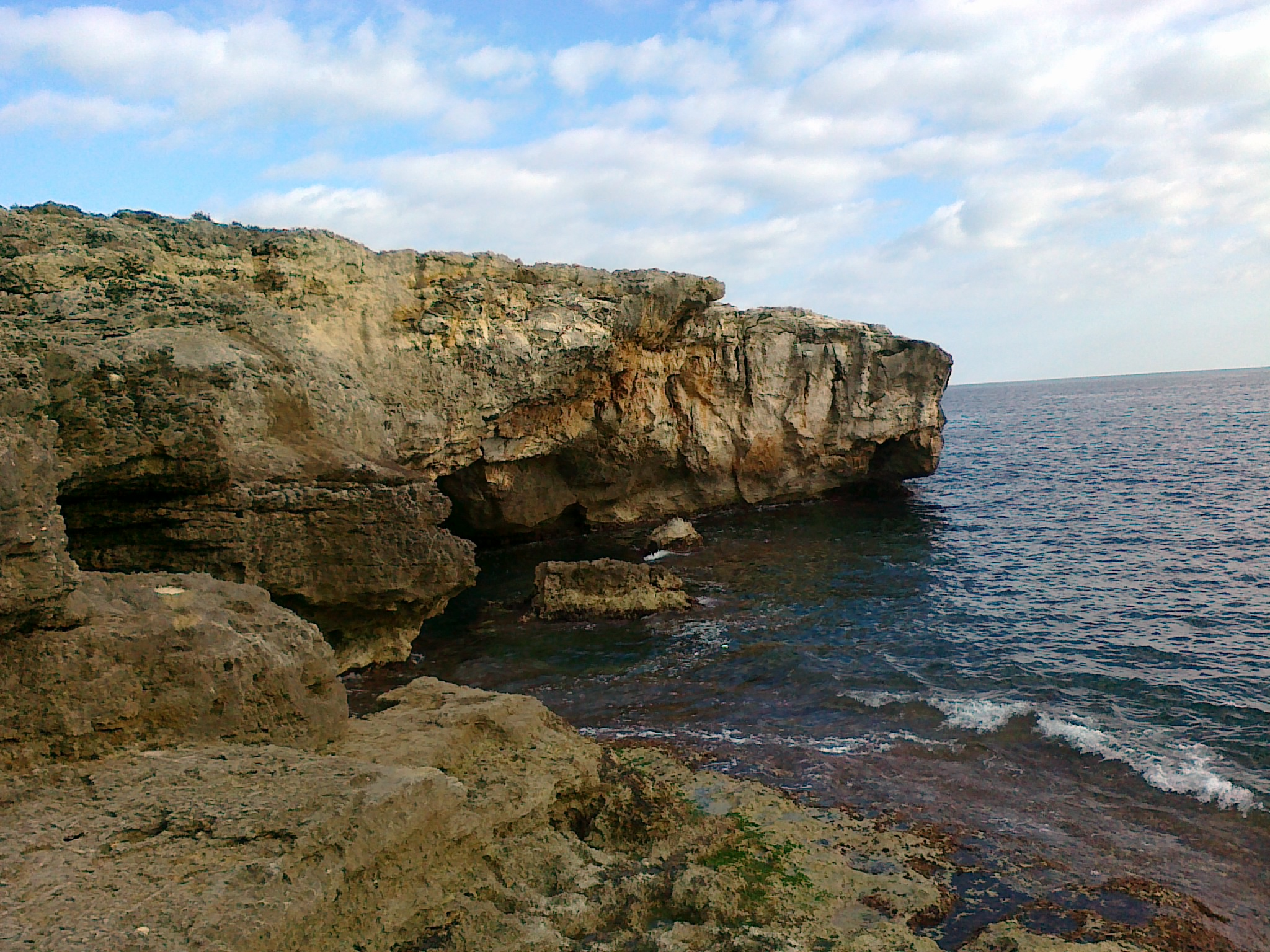
Zona Grotta Verde